# Apneumon
Ein Apneumon (griech. α πνεῦμα a pneuma „ohne Atem“) ist ein Botenstoff, der von unbelebter Materie emittiert wird und der eine günstige Verhaltens- oder physiologische Reaktion bei einem Empfängerindividuum einer bestimmten Art auslöst, aber gleichzeitig eine nachteilige Verhaltens- oder physiologischer Reaktion bei einem Individuum einer anderen Art. Der Begriff wurde 1976 von Donald Nordlund und W. J. Lewis geprägt. Allerdings ist er in der Fachwelt weitgehend ohne Resonanz geblieben und wird selten verwendet.
In der englischen Sprache wird der Begriff apneumone auch für verschiedene lungenlose Tierarten, etwa einige Spinnenarten, verwendet.
Für Stoffe wie Ölsäure und Linolsäure, die von toten Insekten verströmt werden, wurde der Begriff Nekromon verwendet. Auf verschiedene Ameisen und Termitenarten scheinen diese Stoffe eine abschreckende Wirkung aufzuweisen.